# Assistent in opleiding
Een assistent in opleiding (aio) was een medewerker van een Nederlandse universiteit die, gedurende een periode van meestal 4 jaar, trachtte te promoveren. Een aio- of oio-schap vormde in de tweefasenstructuur van het wetenschappelijk onderwijs de tweede fase. De term is sinds 2004 officieel niet meer in  gebruik, waarna de algemene aanduiding promovendus weer wordt gebruikt of in toenemende mate 'PhD-student'.

## Kenmerken
Tot de werkzaamheden van een aio behoorden op de eerste plaats het verrichten van een wetenschappelijk onderzoeksproject en na een aantal jaren (meestal 4 jaar) het schrijven van een proefschrift (dissertatie) over de resultaten van dit wetenschappelijk onderzoek. Daarnaast werden verkregen resultaten veelal tussentijds gepubliceerd in wetenschappelijke tijdschriften en op conferenties. Ook kon van de aio verlangd worden dat deze enkele onderwijstaken binnen de universiteit op zich nam.
In veel richtingen (m.n. de sociaal-economische) was het volgen van een aio-traject onder pas afgestudeerde academici niet populair, mede door het lage salaris dat een aio verdiende in vergelijking met salarissen die aan pas afgestudeerden buiten de universiteit werden betaald. In de humaniora en de bètawetenschappen lag een aioschap beter in de markt, bij de eerste door de slechtere beroepsperspectieven, bij de tweede door de hogere status die onderzoek heeft.

## Bursalen en promovendi
Een aantal universiteiten en faculteiten is gestart met een experiment met een bursalen-systeem, waarbij een promovendus niet langer als een medewerker van de universiteit wordt gezien maar als student. Hij/zij ontvangt dan ook een 'beurs' in plaats van een salaris. Dit systeem is onder pas afgestudeerden nog minder populair.    
Maar door de Vereniging Samenwerkende Nederlandse Universiteiten (VSNU) werd in 2001 tot 2004, samen met consultants van Hay, onderzoek verricht naar de inrichting van de universiteiten en de daarin voorkomende werkzaamheden. De uitkomsten van dit onderzoek hebben de universiteiten doen besluiten om de tot dan geldende Rijksregeling voor functiewaarderen en beschrijven uit 1984 (BBRA 1984) in 2004 te vervangen door een systeem dat is gebaseerd op de Hay-methode voor functieordenen: het Universitair Functieordenen (UFO). Dit betekent dat in de nieuwe systematiek de aiofunctie is ingedeeld in het functieprofiel promovendus. Eveneens zijn de salarissen van promovendi vanaf 2004 geleidelijk omhoog gegaan, om zo een betere verhouding tussen de salarissen van promovendi en het overig wetenschappelijk personeel te realiseren. Omdat het budget om promovendi aan te stellen niet overeenkomstig is verhoogd, heeft deze salarisverhoging geleid tot een afname van het aantal promovendi en post-doctorale onderzoekers (postdocs, tijdelijke onderzoeksplaatsen die pas gepromoveerden helpen de periode tussen promotie en vaste aanstelling te overbruggen). Promovendi gingen dus meer verdienen, maar masterstudenten kregen een kleinere kans om promovendus te worden.
Met de invoering van de nieuwe functieordening zijn de termen 'aio', 'oio', of 'assistent-onderzoeker' officieel niet meer in gebruik. In de praktijk worden deze termen echter nog steeds gebezigd.